# Wim Gerlach

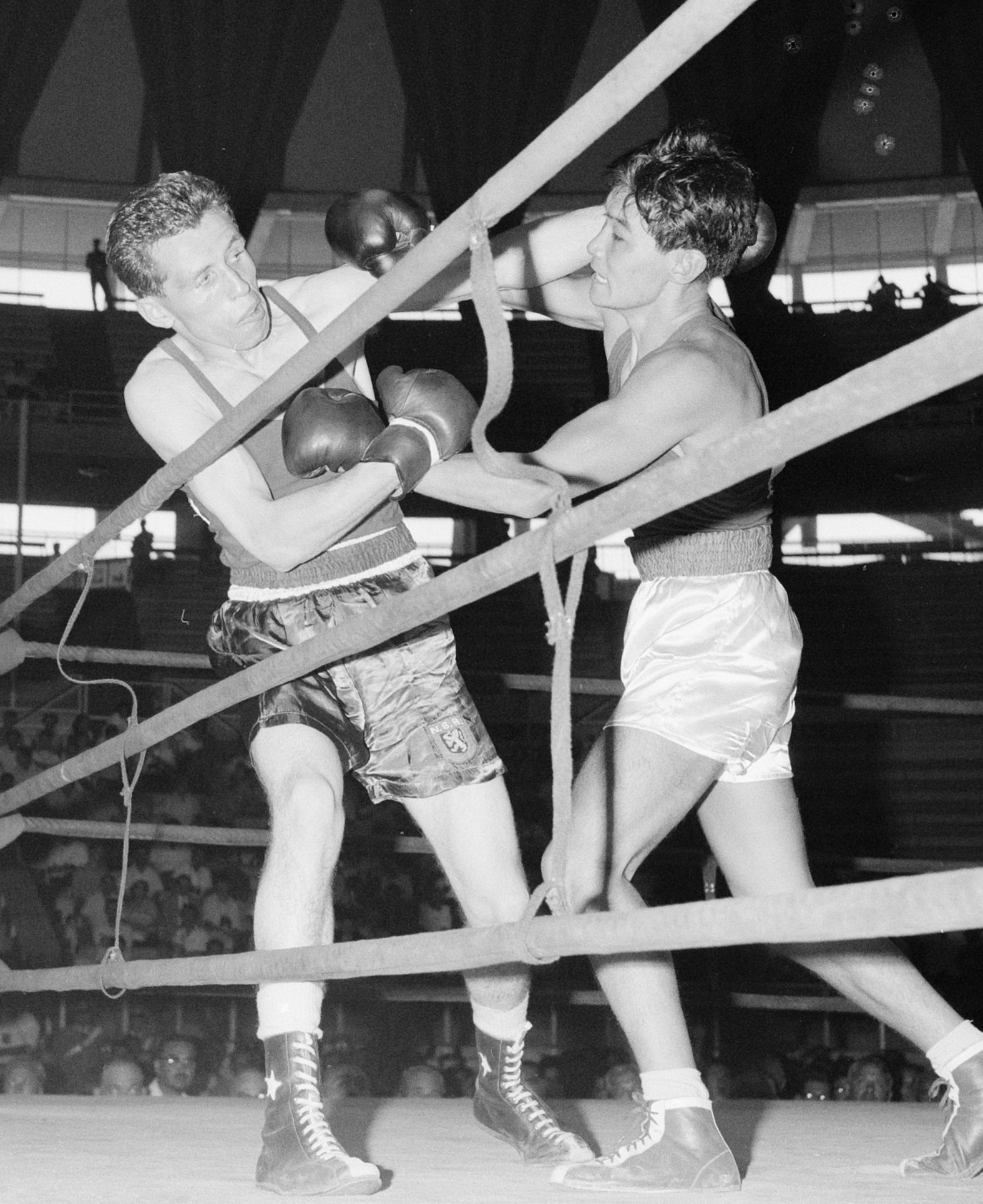
Wim Gerlach (links) tijdens de Olympische Spelen van 1960 in Rome

Willem Aaldert (Wim) Gerlach (Groningen, 24 juni 1935 – Haren, 14 juni 2007) was een Nederlands amateurbokser.
Wim Gerlach nam in 1964 deel aan de Olympische Spelen van Tokio. Daar verloor hij in het lichtweltergewicht (tot 63,5 kilogram) in de strijd om de bronzen medaille van een Tunesiër.
Vier jaar eerder, tijdens zijn olympisch debuut bij de Olympische Spelen van Rome, ging de pupil van sportschool Abelsma, toen uitkomend in het lichtgewicht (tot 60 kilogram), in de 2e ronde (hij had een bye in de 1e ronde) onderuit tegen een bokser uit de toenmalige Sovjet-Unie.
Gerlach werd beschouwd als een technische bokser. In 334 partijen werd hij nooit knock out geslagen. Hij was zeven keer Nederlands licht(welter)gewicht-kampioen bij de amateurs. 
Hij bokste zijn afscheidspartij in 1970 tegen de Duitser Jelitte. Daarna werd hij bokstrainer, na 1990 bij zijn eigen club BSG (Boxing Stad Groningen).